# Intonazione naturale
L'intonazione naturale (o meglio, l'accordatura naturale della scala) è uno dei sistemi della teoria musicale per intervallare i suoni in base alla successione naturale degli armonici, di un tono preso a riferimento (tonica). La scala diatonica formata con questo metodo è detta scala naturale (o dei rapporti semplici) e permette di avere gli intervalli "più consonanti" e spontaneamente accordati con il canto, anche a più voci.
La scala naturale è stata inizialmente elaborata dal pitagorico Archita (~ 348 a.C.) e poi ripresa dai greco-latini Didimo di Alessandria (I secolo a.C.) e Claudio Tolomeo (83-161 d.C.), ma trovò applicazione pratica solo con la diffusione dell'opera di Gioseffo Zarlino (Le istitutioni harmoniche - 1558), che la perfezionò nella cosiddetta "scala a temperamento naturale".

## Descrizione
Zarlino fissò l'altezza dei suoni della scala diatonica, proseguendo la teoria fisico-numerica della scuola pitagorica, la quale, com'è noto, in base alla teoria esoterica della tetraktys, non considerava i rapporti tra i suoni con valore superiore al numero 4, e che in maniera del tutto inconsapevole, era allineata con quella fisica degli armonici naturali, ossia dei possibili modi naturali di vibrazione sonora di un corpo (scoperta solo nel 1701 da Sauveur).
Zarlino utilizzò, oltre ai rapporti di 2/1 (ottava), 3/2 (quinta) e 4/3 (quarta), anche quelli di terza maggiore (di rapporto 5/4) e di terza minore (ottenuto come differenza tra una quinta e una terza maggiore, di rapporto (3/2) / (5/4) = 6/5). Da notare come tutti questi rapporti appartengano alla categoria dei numeri superpartientes, cioè frazioni nelle quali il numeratore superi di un intero il denominatore. Gli intervalli restanti si ottenevano come semplice interpolazione di quelli già determinati: seconda maggiore = quinta − quarta = (3/2) / (4/3) = 9/8; sesta maggiore = quarta + terza maggiore = (4/3) × (5/4) = 5/3; settima maggiore = quinta + terza maggiore = (3/2) × (5/4) = 15/8.
La scala costruita secondo l'intonazione naturale si fonda dunque su tre tipi d'intervallo: tono maggiore (9/8), tono minore (10/9) e semitono diatonico (16/15). La differenza tra tono maggiore e tono minore è detta comma di Didimo (81/80), mentre la differenza tra la terza maggiore (5/4) e la terza minore (6/5) è il semitono cromatico (25/24).

## Vantaggi e svantaggi
| Grado della scala | Scala naturale | Interv. | Nome interv.       |
| ----------------- | -------------- | ------- | ------------------ |
| I                 | 0              | —       | —                  |
| II                | 204            | 204     | Tono maggiore      |
| III               | 386            | 182     | Tono minore        |
| IV                | 498            | 112     | Semitono diatonico |
| V                 | 702            | 204     | Tono maggiore      |
| VI                | 884            | 182     | Tono minore        |
| VII               | 1088           | 204     | Tono maggiore      |
| VIII              | 1200           | 112     | Semitono diatonico |

La scala maggiore naturale
(intervalli espressi in cent)
Con la scala naturale, le terze e le seste sono perfettamente consonanti (non era così utilizzando il temperamento pitagorico), ma l'ambiguità dell'intervallo di tono (dipendente dalla tonalità) e la distinzione tra semitono cromatico e semitono diatonico, sono causa di gravi problemi sugli strumenti ad intonazione fissa (organo, arpa, ecc.): per questi strumenti sarebbe infatti necessario ritoccare l'intonazione ad ogni cambio di tonalità. Divenne pertanto necessario ricorrere al temperamento equabile o al temperamento mesotonico, limitato alle tonalità distanti non più di 7 quinte consecutive (es. da mi bemolle maggiore a mi maggiore).

## Compositori occidentali
La maggior parte dei compositori suole non specificare l'accordatura degli strumenti e, in generale, ogni compositore ha fatto riferimento al sistema di intonazione in uso nel proprio periodo storico. Anche durante il XX secolo i più hanno sottinteso l'esecuzione dei propri brani nel temperamento equabile. Tuttavia, esistono alcuni controesempi di compositori che hanno specificato l'intonazione per alcune o tutte le loro opere: ad esempio  John Adams, Glenn Branca, Martin Bresnick, Wendy Carlos, Lawrence Chandler, Tony Conrad, Stuart Dempster, Arnold Dreyblatt, Kyle Gann, Kraig Grady, Lou Harrison, Ben Johnston, Lauten Elodie, György Ligeti, Douglas Leedy, Pauline Oliveros, Harry Partch, Robert Rich, Terry Riley, Sabat Marc, Wolfgang von Schweinitz, Adam Silverman, James Tenney, Ernesto Rodrigues, Daniel Wolf James e La Monte Young.
La musica scritta in intonazione naturale è perlopiù tonale, ma esistono alcuni esempi di musica atonale (Kraig Grady e Daniel James Wolf) o seriale (Ben Johnston).